# 쉐보레 캡티바
쉐보레 캡티바(영어: Chevrolet Captiva)는 대한민국의 종합 자동차 회사인 한국GM의 전륜구동 기반 중형 SUV이다.

## 1세대(C100, C140)

### 캡티바(2006년7월~2011년4월)

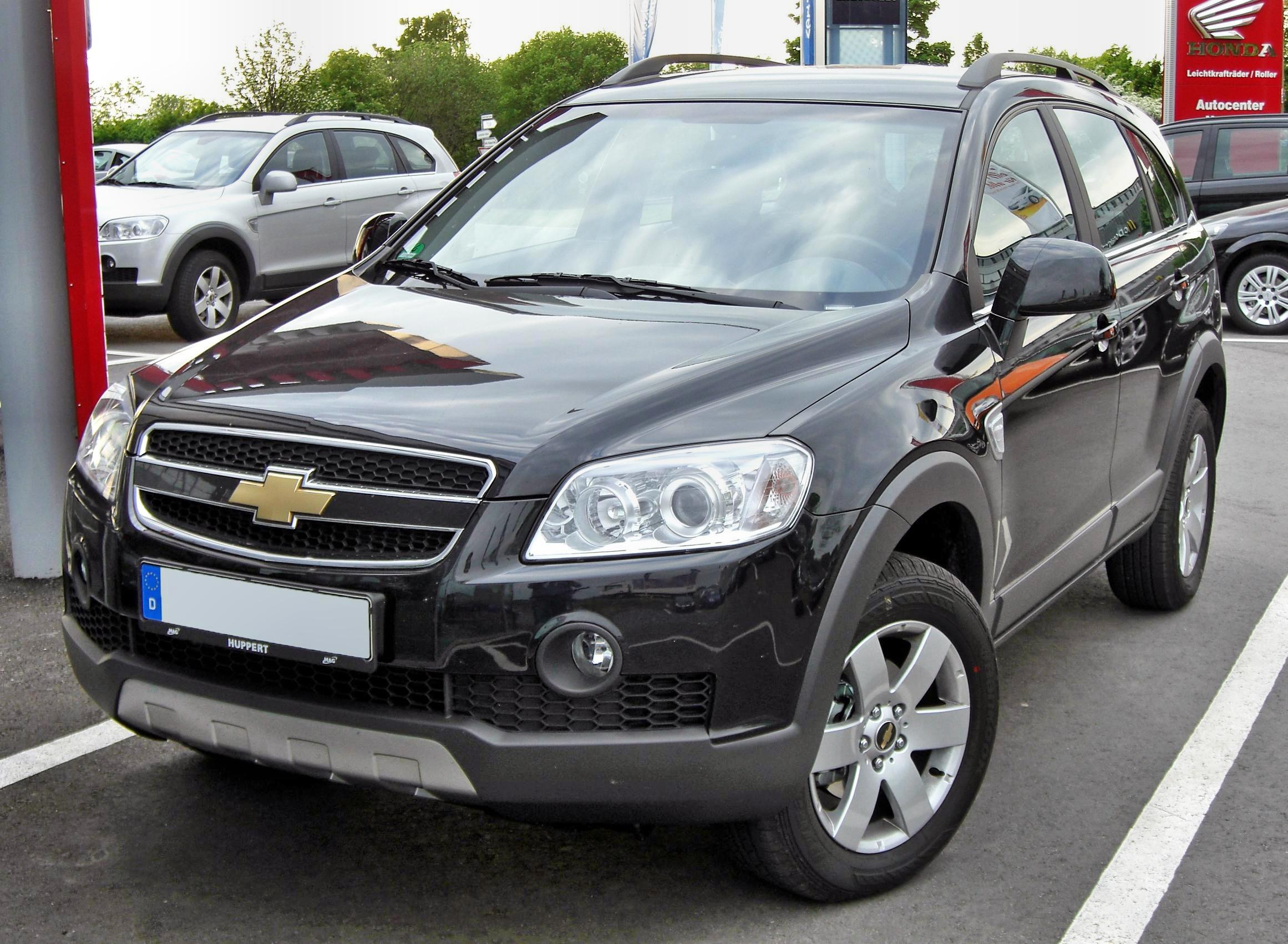
쉐보레 캡티바 정측면

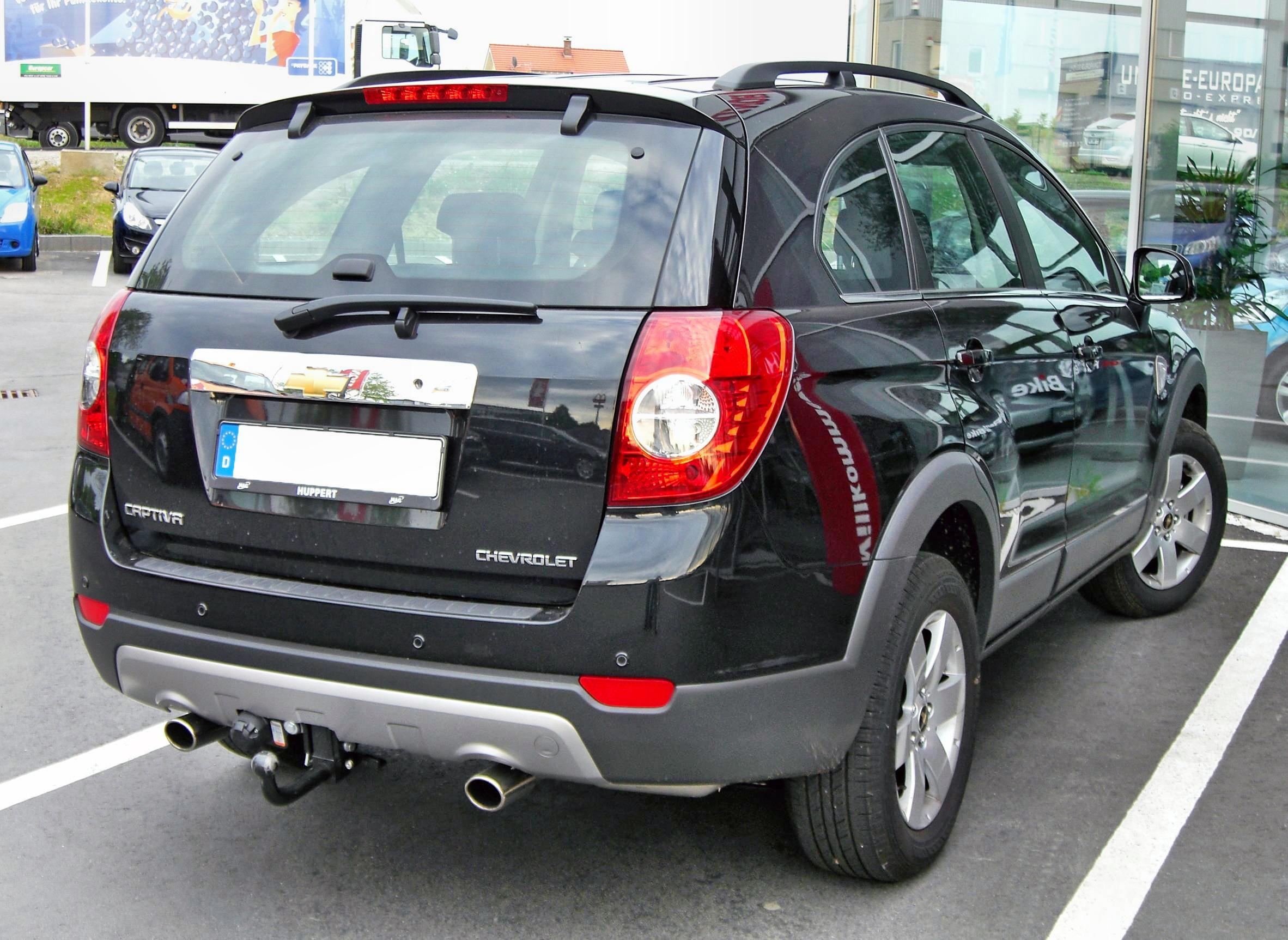
쉐보레 캡티바 후측면

2004년 9월에 개최된 파리 모터쇼에서 컨셉트 카인 쉐보레 S3X가 선보였고, 이를 바탕으로 한 양산형은 2006년 3월에 개최된 제네바 모터쇼에서 선보였다. 대한민국에서는 GM대우 시절인 2006년 7월에 윈스톰이라는 차명으로 첫 선을 보였다. 페이스리프트 차종의 출시를 앞둔 2010년 12월에 단종되었다. 대한민국 외의 국가에서는 쉐보레 브랜드의 캡티바라는 차명으로 판매되었다.

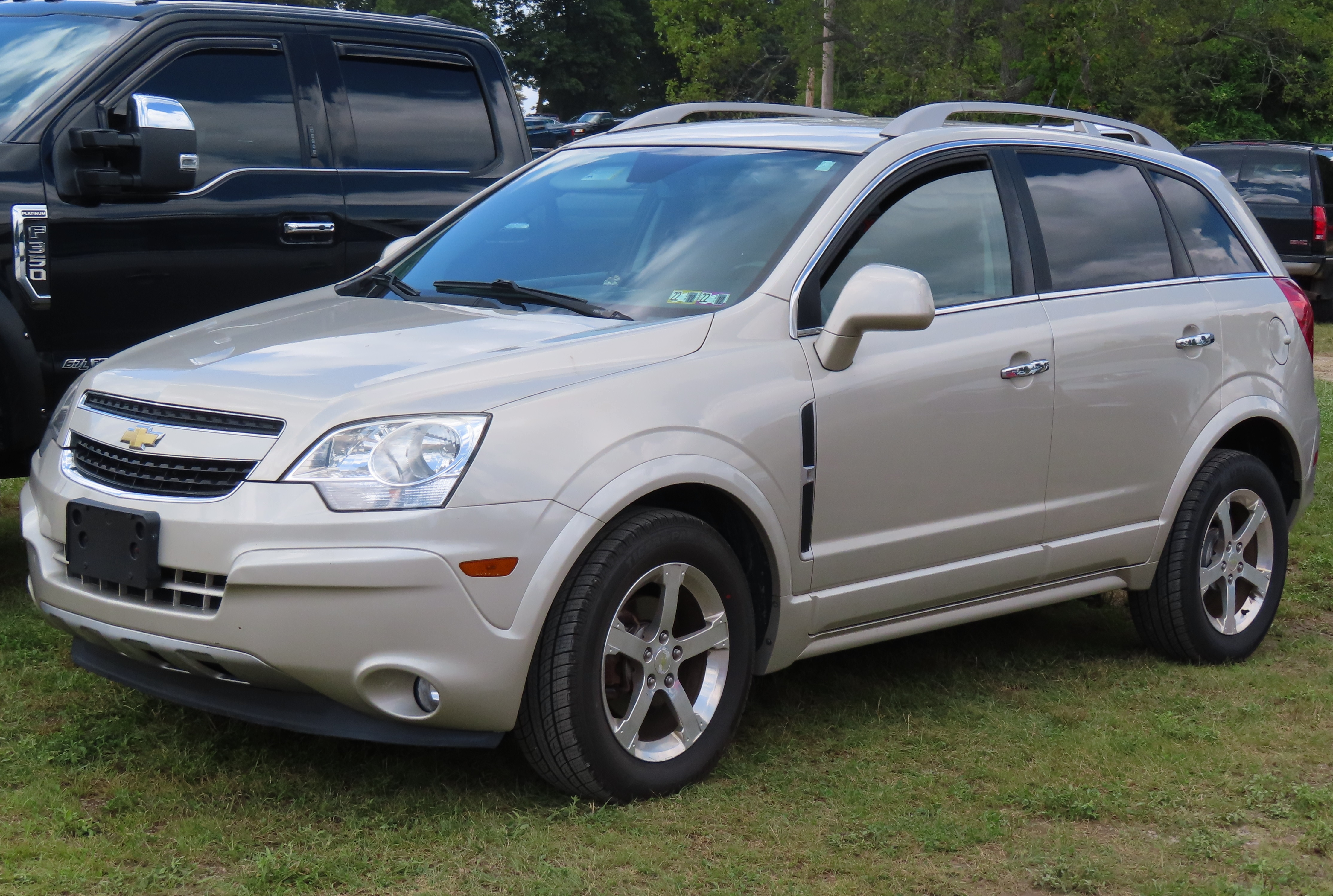
쉐보레 캡티바 스포츠 정측면
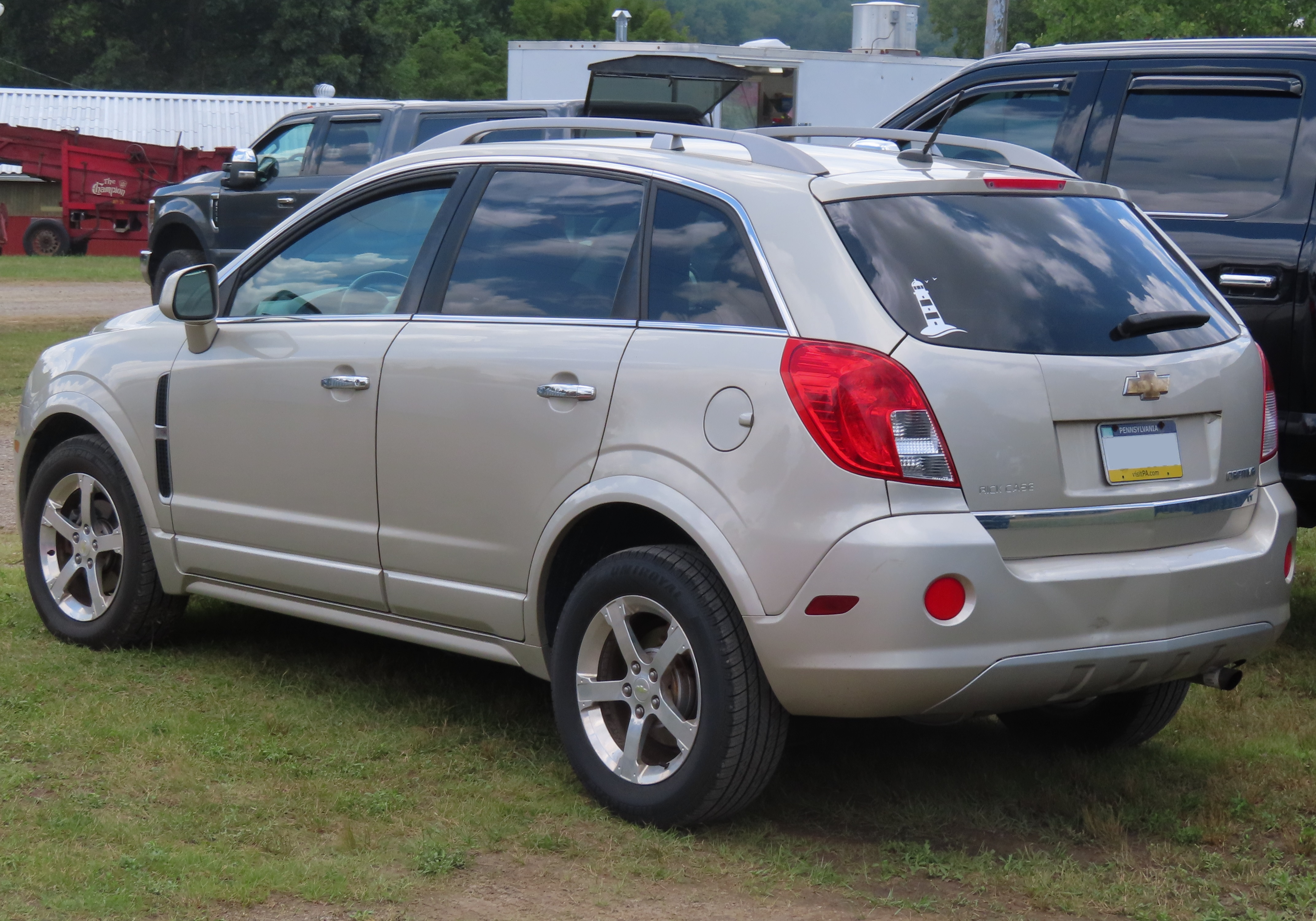
쉐보레 캡티바 스포츠 후측면

### 캡티바(2011년4월~2018년9월)

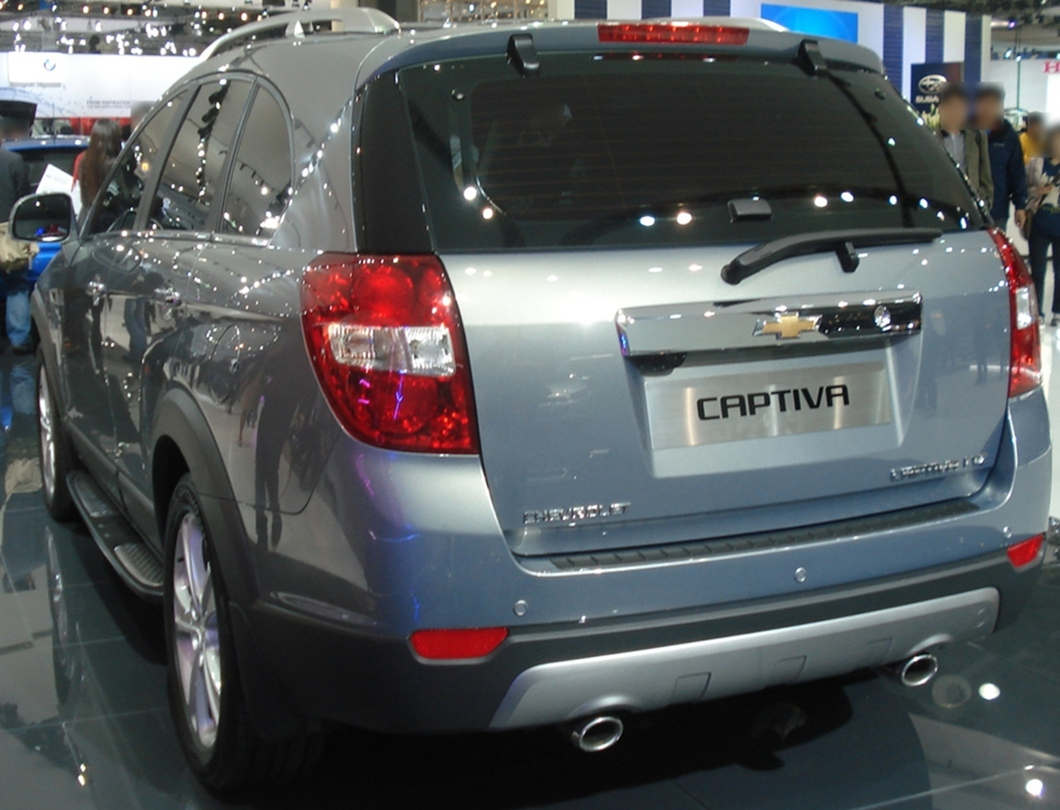
쉐보레 캡티바 (전기형) 후측면

2011년 3월에 GM대우의 사명이 한국지엠으로 변경되고, 대한민국에서 쉐보레 브랜드가 런칭됨에 따라 기존 윈스톰의 페이스 리프트 차종이 그 외의 국가에서의 차명과 동일한 캡티바로 바뀌어 같은 해 4월 18일에 출시되었다. 2.2ℓ 디젤 엔진의 전륜구동 사양은 6단 수동변속기도 있었으나, 대한민국에서의 판매량이 적어 곧 단종되었다. 같은 해 12월 25일에 2.0ℓ 디젤 엔진이 추가되며, 모든 트림에 1열 사이드&커튼 에어백이 기본 적용되었다. 2013년 2월 18일에는 가속 응답성과 변속감을 향상시킨 차세대 GEN Ⅱ 6단 자동변속기, 핑크 레드 색상의 LED 리어 램프, 오션 블루 색상의 도어 스커프 조명, 사각형의 듀얼 머플러 등이 신규 적용된 2013년형이 선보였다. 같은 해 6월 17일에는 블랙&레드 투톤 컬러 시트와 일체형 사이드 도어 스텝, 고압 분사 헤드 램프 워셔 등이 적용된 다이나믹 레드 에디션 트림이 추가되었다. 같은 해 12월 23일에는 2.2ℓ 디젤 엔진에 LT 스마트 트림이 추가되고, 다크 버건디와 에스프레소 브라운이 신규 색상이 추가된 2014년형이 출시되었다. 2014년 7월 7일에는 루프 유틸리티 바와 일체형 사이드 도어 스탭이 적용된 어드벤처 패키지가 추가되고, 계기판 클러스터 LCD를 모든 트림에 기본으로 적용한 2015년형이 출시되었다. 2016년 3월 21일에 유로 6 기준을 충족시킨 새로운 2.0ℓ 디젤 엔진이 적용되었고, 여기에 아이신 AW사의 6단 자동변속기가 조합되었다. 페이스 리프트를 거쳐 더 커진 듀얼 포트 라디에이터와 LED 주간 주행등, 블랙 하이글로시 필러, 새롭게 디자인의 트윈 머플러 팁이 적용되어 다이내믹한 느낌을 추구하였다. 애플 카플레이를 지원하는 마이링크와 그립감을 개선한 3 스포크 스티어링 휠은 편의성을 대폭 개선시켰다. 대신 AWD가 삭제되었다.

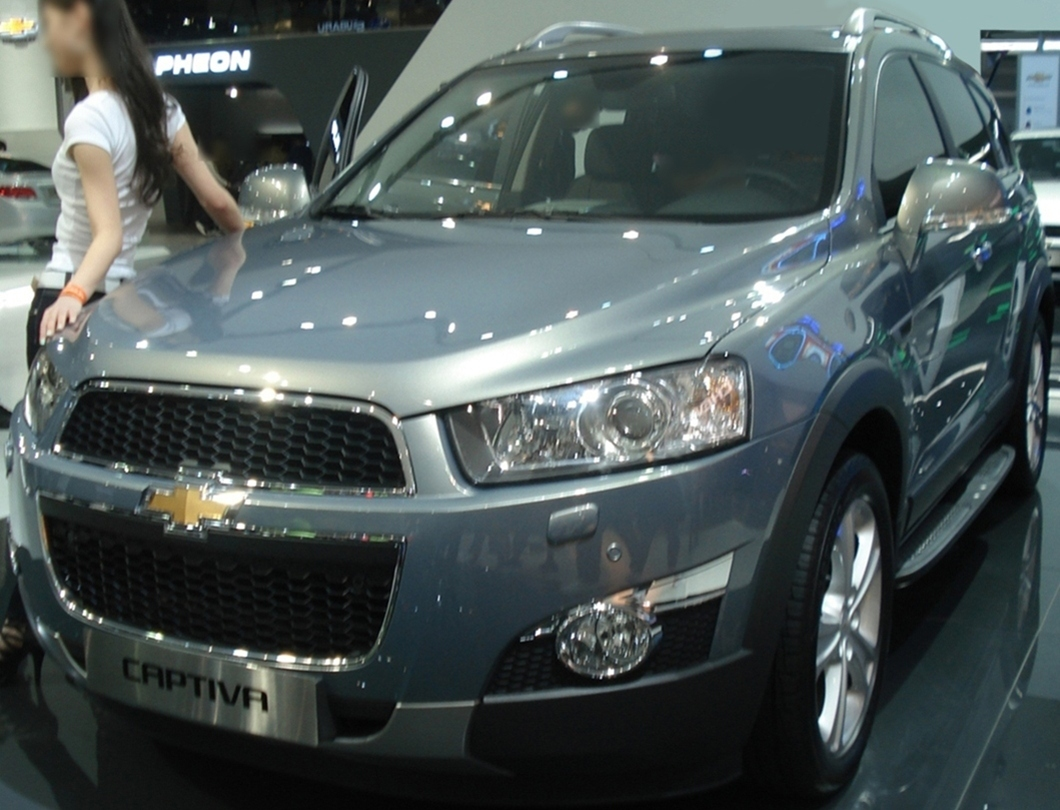
쉐보레 캡티바 (전기형) 정측면

2018년 5월에 생산이 중단되었고, 캡티바의 자리는 6월에 이쿼녹스가 채웠다. 그리고 재고 차량이 판매되다가 그마저도 소진되어 9월에 단종되었다.

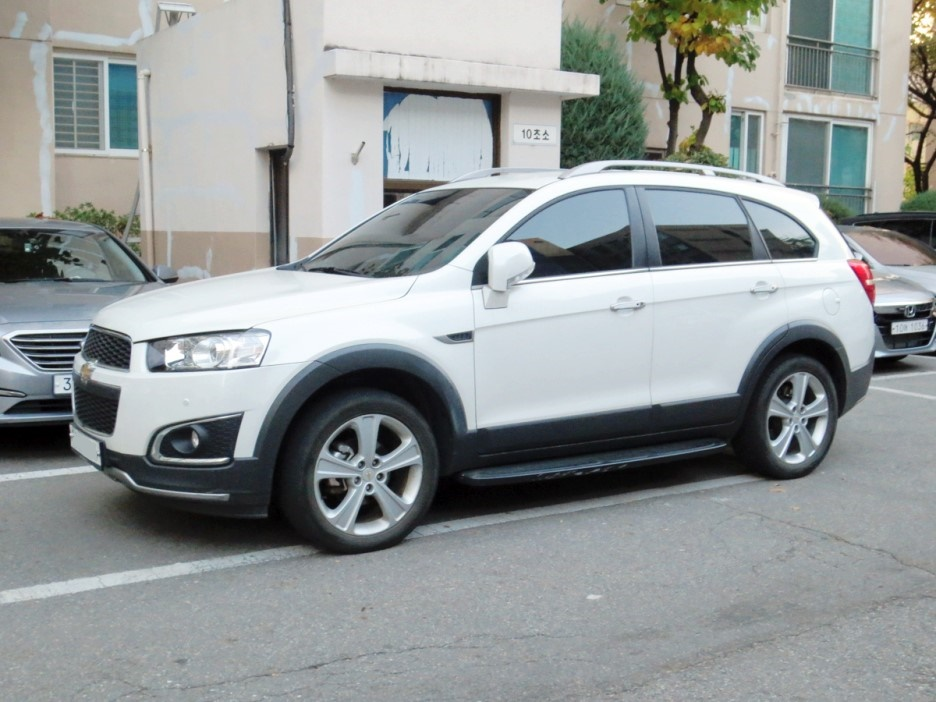
쉐보레 캡티바 (중기형) 정측면
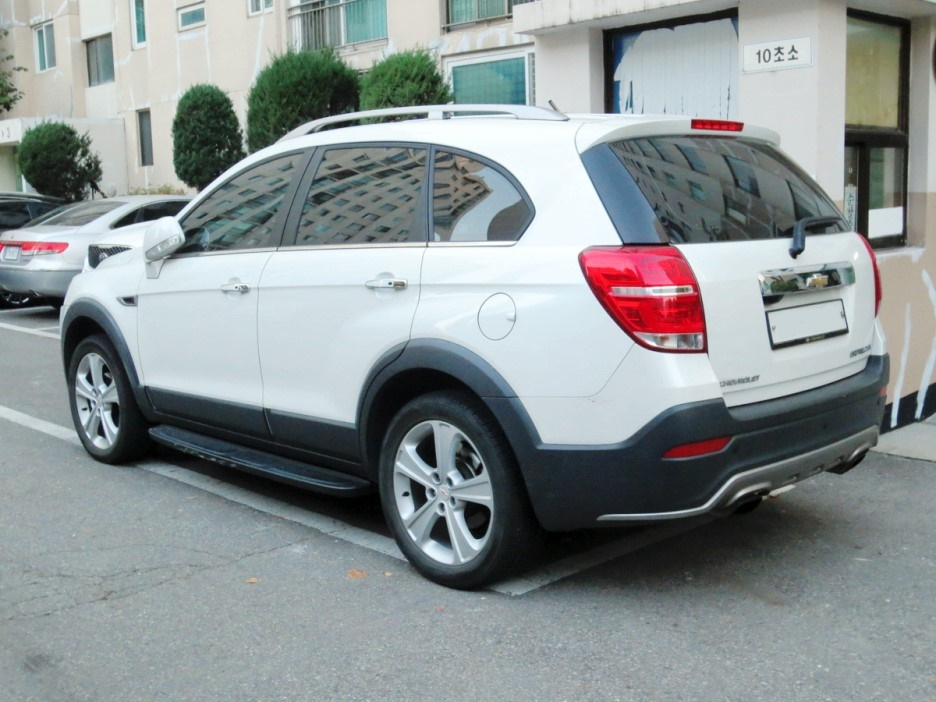
쉐보레 캡티바 (중기형) 후측면
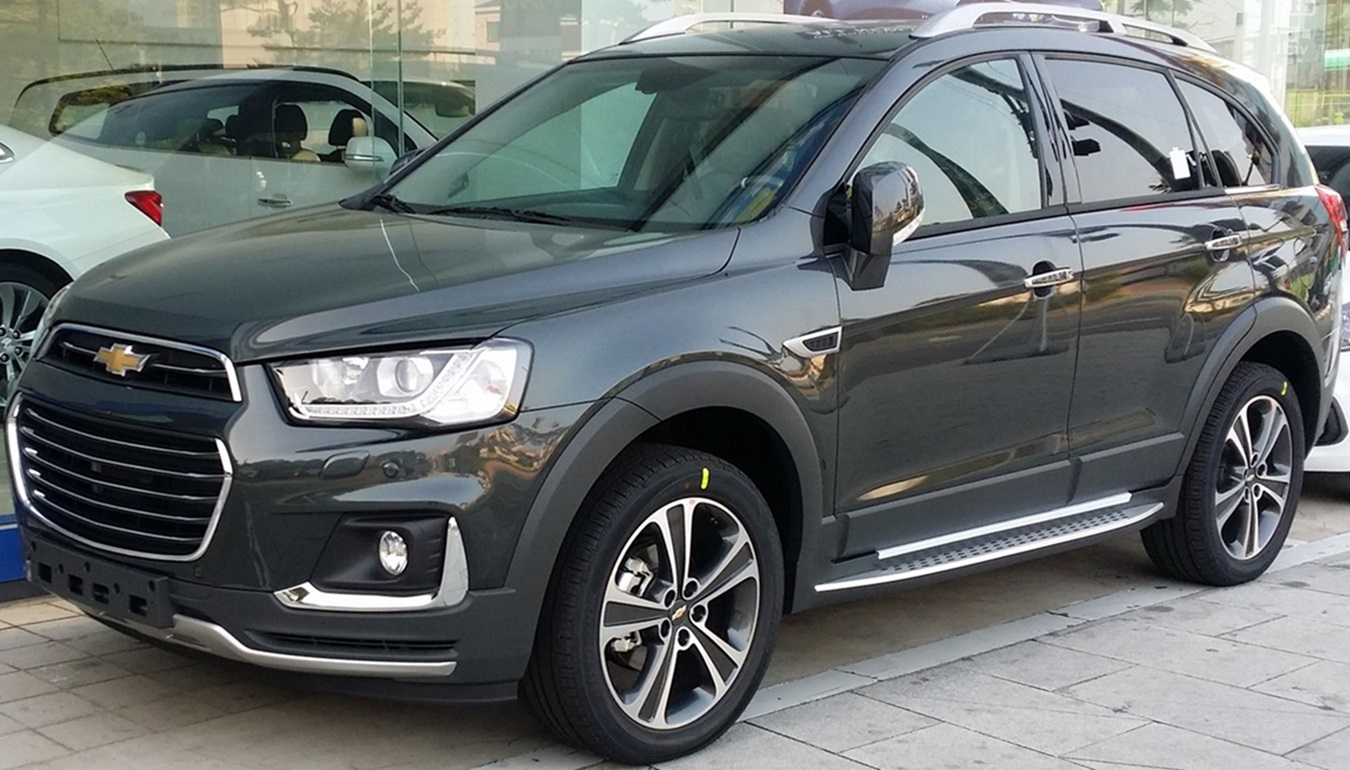
쉐보레 캡티바 (후기형) 정측면
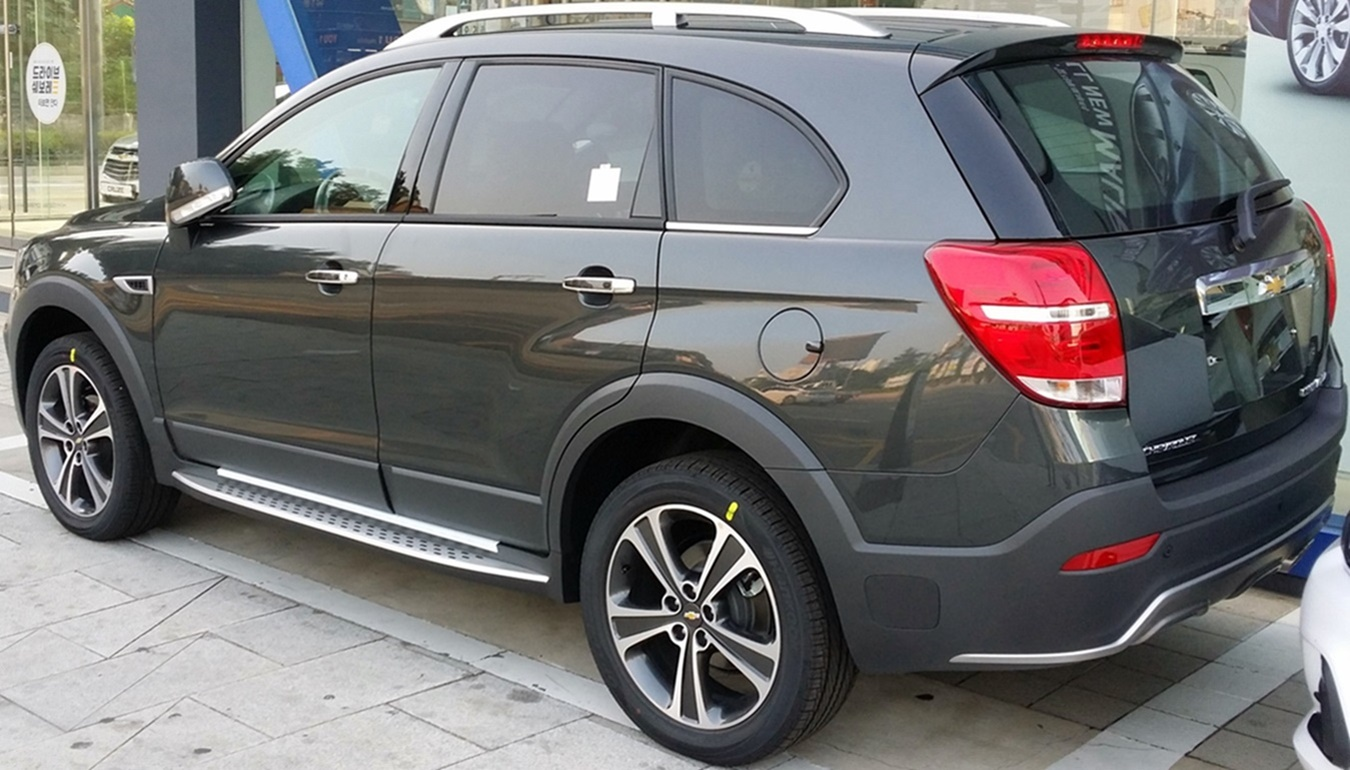
쉐보레 캡티바 (후기형) 후측면

| 구분                 | 2.0ℓ 디젤 2WD (유로 5) | 2.0ℓ 디젤 2WD (유로 6) | 2.2ℓ 디젤 2WD (유로 5)                                                                     | 2.2ℓ 디젤 4WD (유로 5)                                                                                              | 2.4ℓ 가솔린 2WD                              |   |
| -------------------- | --- | --- | ------------------------------------------------------------------------------------------ | --- | -------------------------------------------- | - |
| 전장 (mm)            | 4,670 | 4,690 | 4,670                                                                                      | 4,670 | 4,670                                        |   |
| 전폭 (mm)            | 1,850 | 1,850 | 1,850                                                                                      | 1,850 | 1,850                                        |   |
| 전고 (mm)            | 1,725 1,755(루프랙 적용시) | 1,725 1,755(루프랙 적용시) | 1,725 1,755(루프랙 적용시)                                                                 | 1,725 1,755(루프랙 적용시)                                                                                          | 1,725 1,755(루프랙 적용시)                   |   |
| 축거 (mm)            | 2,705 | 2,705 | 2,705                                                                                      | 2,705 | 2,705                                        |   |
| 윤거 (전, mm)        | 1,569 | 1,569 | 1,569                                                                                      | 1,569 | 1,569                                        |   |
| 윤거 (후, mm)        | 1,576 | 1,576 | 1,576                                                                                      | 1,576 | 1,576                                        |   |
| 승차 정원            | 5명 7명 | 5명 7명 | 5명 7명                                                                                    | 5명 7명 | 5명 7명                                      |   |
| 변속기               | 자동 6단 | 자동 6단 | 수동 6단 자동 6단                                                                          | 자동 6단 | 자동 6단                                     |   |
| 서스펜션 (전/후)     | 맥퍼슨 스트럿/멀티 링크 | 맥퍼슨 스트럿/멀티 링크 | 맥퍼슨 스트럿/멀티 링크                                                                    | 맥퍼슨 스트럿/멀티 링크                                                                                             | 맥퍼슨 스트럿/멀티 링크                      |   |
| 구동 형식            | 전륜구동 | 전륜구동 | 전륜구동                                                                                   | 4륜구동 | 전륜구동                                     |   |
| 엔진 형식            | Z20D1 | A20DTH | Z22D1                                                                                      | Z22D1 | LE5                                          |   |
| 연료                 | 디젤 | 디젤 | 디젤                                                                                       | 디젤 | 가솔린                                       |   |
| 배기량 (cc)          | 1,998 | 1,956 | 2,231                                                                                      | 2,231 | 2,384                                        |   |
| 최고 출력 (ps/rpm)   | 163/3,800 | 170/3,750 | 184/3,800                                                                                  | 184/3,800 | 168/5,600                                    |   |
| 최대 토크 (kg*m/rpm) | 40.8/1,750~2,250 | 40.8/1,750~2,500 | 40.8/1,750~2,750                                                                           | 40.8/1,750~2,750 | 23.3/4,600                                   |   |
| 연료 탱크 용량 (ℓ)   | 65 | 65 | 65                                                                                         | 65 | 65                                           |   |
| 요소수 탱크 용량 (ℓ) | - | 12 | -                                                                                          | - | -                                            | - |
| 공차 중량 (kg)       | 1,905(7인승 자동 6단) | 1,920(5인승 자동 6단)/ 1,945(7인승 자동 6단) | 1,855(5인승 수동 6단)/ 1,800(5인승 자동 6단)/ 1,880(7인승 수동 6단)/ 1,825(7인승 자동 6단) | 1,880(5인승 자동 6단)/ 1,905(7인승 자동 6단)                                                                        | 1,675(5인승 자동 6단)/ 1,700(7인승 자동 6단) |   |
| 연비 (km/ℓ)          | 14.1(7인승 자동 6단) (이후 도심 11.3/고속 14.9/복합 12.7(7인승 자동 6단), 도심 10.6/고속 14.1/복합 12.0(7인승 자동 6단)으로 변경) | 도심 10.6/고속 13.5/복합 11.8(5인승 자동 6단)/ 도심 10.3/고속 13.1/복합 11.4(7인승 자동 6단) (이후 도심 10.6/고속 13.5/복합 11.8(5인승 자동 6단)/ 도심 10.3/고속 13.0/복합 11.4(7인승 자동 6단)로 변경) | 15.9(5/7인승 수동 6단)/ 13.9(5/7인승 자동 6단)                                             | 12.8(5/7인승 자동 6단) (이후 도심 9.7/고속 13.2/복합 11.0(자동 6단), 도심 9.9/고속 14.0/복합 11.4(자동 6단)로 변경) | 10.4(5/7인승 자동 6단)                       |   |
| Co2 배출량 (g/km)    | 191(7인승 자동 6단) (이후 157(7인승 자동 6단), 167(7인승 자동 6단)으로 변경)                                                      | 170(5인승 자동 6단)/ 175(7인승 자동 6단) (이후 164(5인승 자동 6단)/ 170(7인승 자동 6단)로 변경) | 179(5/7인승 수동 6단)/ 194(5/7인승 자동 6단)                                               | 210(5/7인승 자동 6단) (이후 183(5/7인승 자동 6단), 177(5/7인승 자동 6단)로 변경)                                    | 224(5/7인승 자동 6단)                        |   |

## 2세대

### 캡티바(2019년~현재)

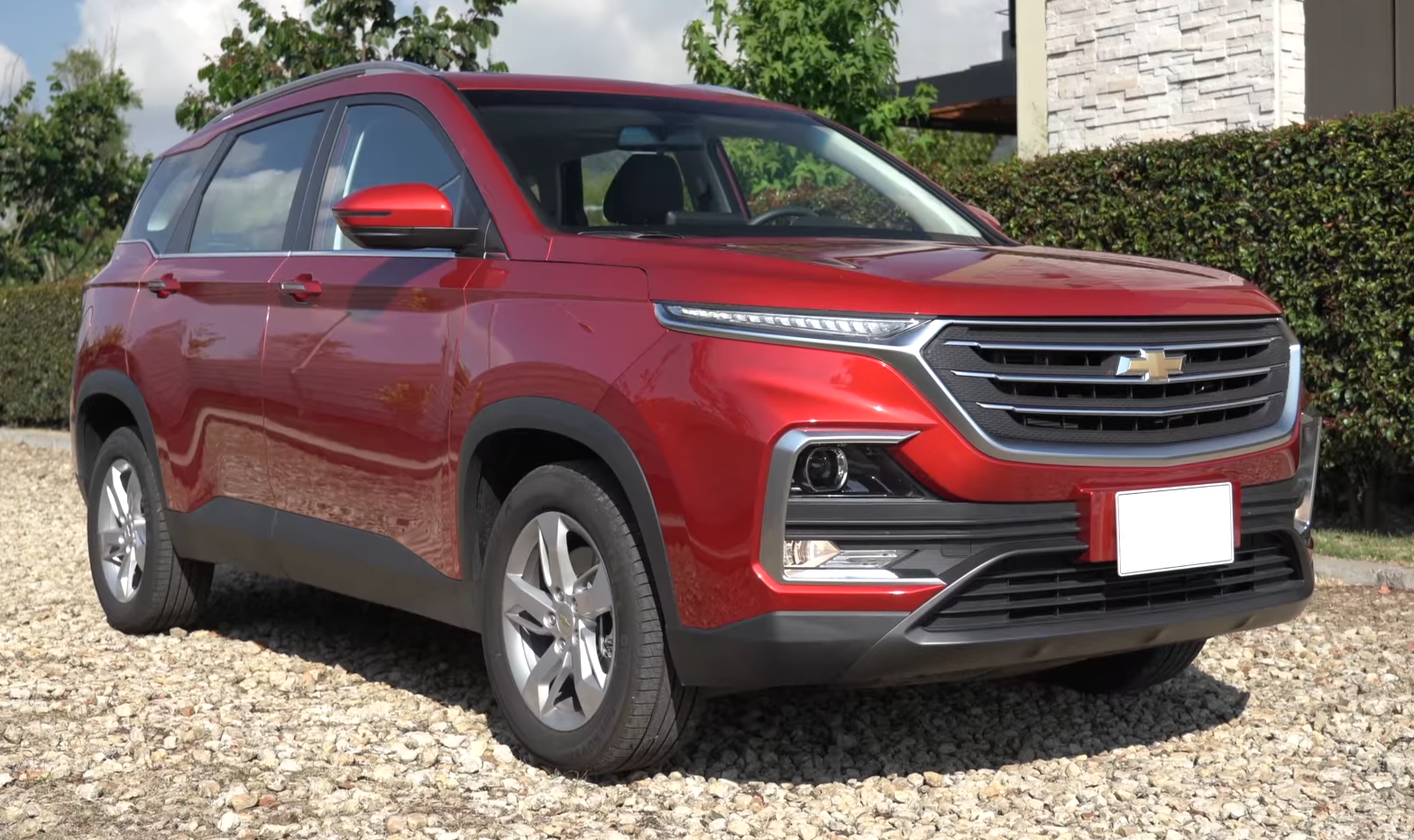
쉐보레 캡티바 (전기형) 정측면

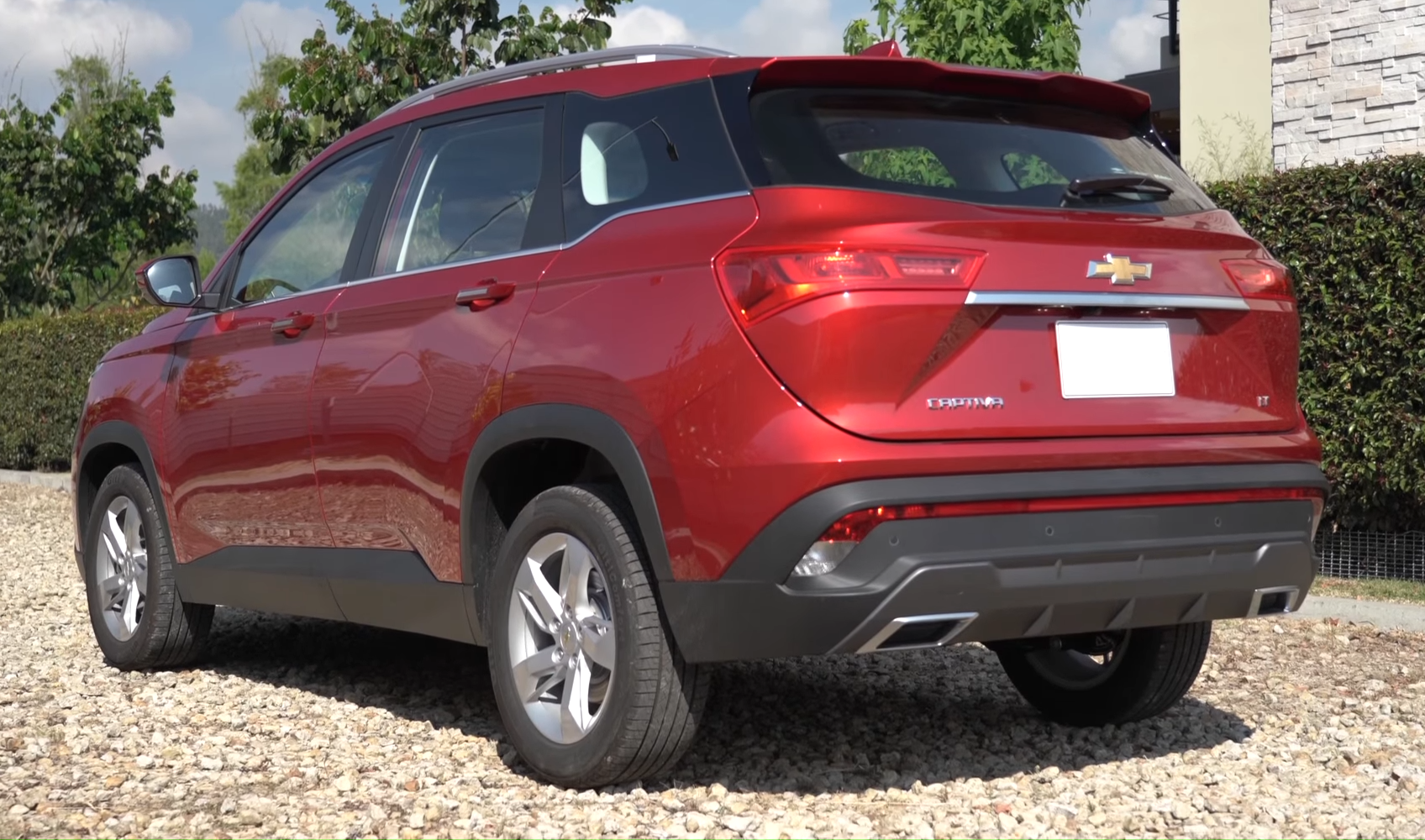
쉐보레 캡티바 (전기형) 후측면

중화인민공화국 상하이 자동차 산하 브랜드 바오준의 중형 SUV인 530의 뱃지 엔지니어링 모델로 선보였다. 2018년 11월에 콜롬비아, 2019년 3월에 태국에서 출시한 뒤 남아메리카 및 동남아시아 등지에서 판매중이다.

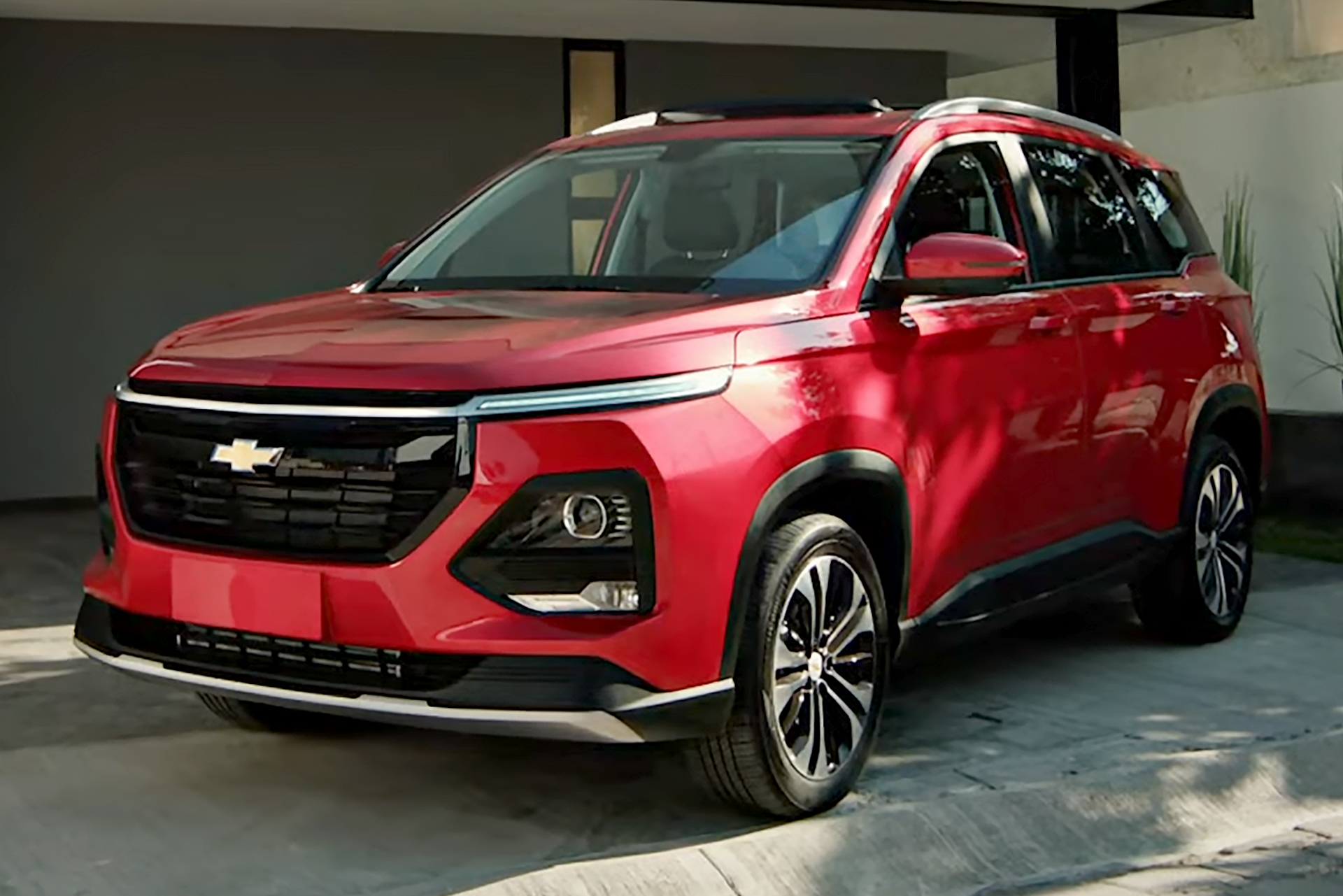
쉐보레 캡티바 (후기형) 정측면

## 역대 슬로건

### 1세대(C100, C140)
- I'M REAL (캡티바)
- Ready for Everything (캡티바)
- 볼드하게 달린다 (캡티바)

## 경쟁 차종
- 현대자동차 - 싼타페
- 기아자동차 - 쏘렌토
- 쌍용 - 코란도
- 쉐보레 - 이쿼녹스
- 르노코리아자동차 - QM6
- 지프 - 체로키
- 오펠 - 프론테라
- 르노 - 콜레오스
- 폭스바겐 - 티구안 올스페이스
- 스코다 - 코디악
- 포드 - 엣지
- 닛산 - 로그, X-트레일
- 미쓰비시 - 아웃랜더
- 토요타 - 벤자
- 푸조 - 5008
- 체리 - 티고 8
- 럭스젠 - U7
- 북기은상 - 켄보 600